# Trichocereeae
Trichocereeae es una tribu sudamericana de plantas de la subfamilia Cactoideae de las cactáceas. Hay 25 géneros reconocidos en esta tribu.

## Descripción
Las plantas de la tribu Trichocereeae son árboles, a veces cubiertos de ramas y arbustos . El tallo no está por lo general segmentado, globular o columnar. Las flores son generalmente bastante grandes en comparación con la planta, nacen en las partes laterales de la planta y pueden ser diurnas o  nocturnas, dependiendo de la especie. La copa de la flor está escamada o cubierta de pelo. La fruta, por lo general son bayas carnosas.

## Distribución
Las plantas de esta tribu se originan principalmente subregiones del ecuador de América del Sur. Algunas especies también se encuentran en la Islas Galápagos.

## Géneros
- Acanthocalycium
- Arthrocereus
- Brachycereus
- Cleistocactus
- Denmoza
- Discocactus
- Echinopsis
- Espostoa
- Espostoopsis
- Facheiroa
- Gymnocalycium
- Haageocereus
- Harrisia
- Leocereus
- Matucana
- Mila
- Wigginsia
- Oreocereus
- Oroya
- Pygmaeocereus
- Rauhocereus
- Rebutia
- Samaipaticereus
- Weberbauerocereus
- Yungasocereus

## Híbridos
- Haagespostoa [= Haageocereus × Espostoa]